# Simon Falkenfelt
Simon Falkenfelt, tidigare Falk, död 1675 i Riga, var en svensk militär. Han var stamfar för adliga ätten Falkenfelt.

## Biografi
Simon Falkenfelt var son till domprosten Erik Johansson Falk och Catharina Valeriansdotter i Narva. Han blev 9 januari 1641 musketerare vid livgardet. Falkenfelt blev 30 december 1643 förare vid Österbottens regemente och 1644 sergenat, 1654 löjtnant, 1656 kaptenlöjtnant och 5 august 1657 kapten vid nämnda regemente. Han blev 14 juli 1660 major vid koloniregementet på Neumünde skans. Han adlades 17 januari 1673 till Falkensköld, men ändrade sedan namnet till Falkenfelt. Falkenfelt avled 1675 i Riga.

### Familj
Falkenfelt gifte sig första gången med Sabin Barbant. De fick tillsammans sonen ryttmästaren Gustaf Falkenfelt (död 1704).
Falkenfelt gifte sig andra gången med Anna Juliana von Reichter. De fick tillsammans barnen Juliana Sabina Falkenfelt som var gift med löjtnanten Christian von Uhr, Gustaf Adolf Falkenfelt (1665–1688), Robert Falkenfelt och Sabina Elisabet Falkenfelt som var gift med kaplanen Erik Albogius i Borgå.